# Fasta Åland
Fasta Åland (fiń. Manner-Ahvenanmaa lub Ahvenanmanner) – największa i najbardziej zaludniona wyspa w archipelagu Wysp Alandzkich, który stanowi autonomiczną prowincję Finlandii.
Powierzchnia wyspy jest trudna do oszacowania przez nieregularny kształt i bardzo dobrze rozwiniętą linię brzegową, ale szacunki wahają się od 685 km² do 1010 km², w zależności od tego, co zostało włączone, a co zostało wyłączone z obszaru wyspy; leży na niej stolica prowincji – Maarianhamina (szw. Mariehamn). Zamieszkuje ją 90% ludności terytorium Wysp Alandzkich, czyli 26 760 osób.
Od wschodu w obszar wyspy wcina się duża zatoka Lumparn, utworzona przez upadek ciała niebieskiego około miliarda lat temu.